# Carl Menger

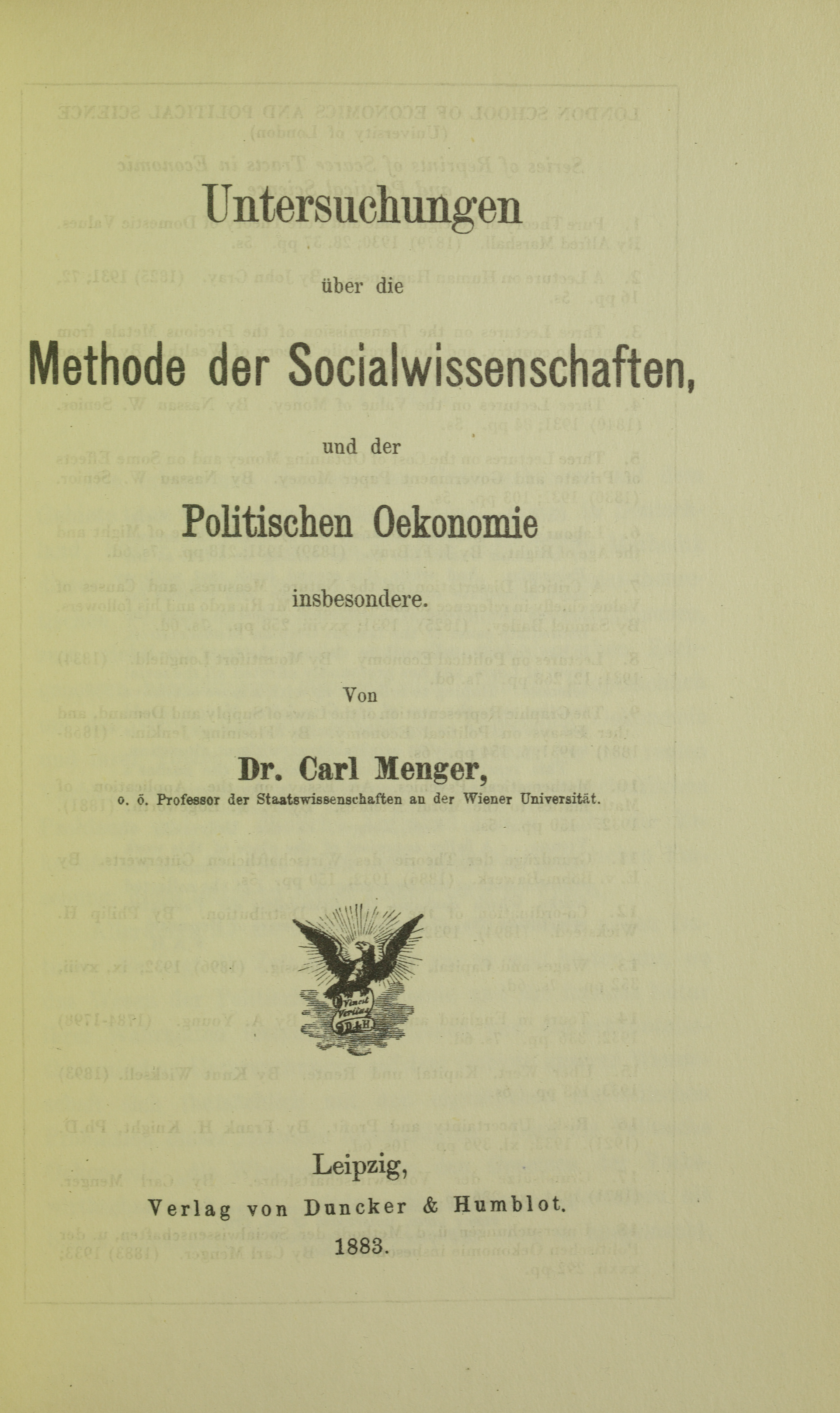
Untersuchungen über das Methode der socialwissenschaften und der politischen Ökonomie insbesondere, 1933

Carl Menger (n. 23 februarie 1840, Nowy Sącz, voievodatul Polonia Mică, Polonia – d. 26 februarie 1921, Viena, Republica Austriacă) a fost un economist austriac, fondator al Școlii austriece de economie. A fost și unul dintre fondatorii programului de cercetare neoclasic, respinge utilizarea matematicii și favorizează analiza categoriilor apriori ale acțiunii umane. În 1871 publică lucrarea Grundsätze der Volkwirtschaftslehre (Principiile economiei Arhivat în 28 octombrie 2010, la Wayback Machine.). Menger, plecând de la premisa că preferințele individuale sunt factorul decisiv în comportamentul economic al oamenilor, dezvoltă teoriile subiectivismului, marginalismului și ordinii spontane.
Principalele contribuții ale sale au fost:
- teoria bunurilor (teoria imputației);
- teoria utilității marginale (teoria valorii);
- teoria mărfurilor (teoria comerțului);
- emergența spontană a banilor.[12]

În Principiile economiei Menger insistă că problema de natura juridică sau morală a faptelor este dincolo de sfera științei economice.